# NO LIMIT! パレード
『NO LIMIT! パレード』（英: NO LIMIT! Parade）は、2023年3月1日から2024年4月6日までユニバーサル・スタジオ・ジャパンで開催された期間限定のデイタイム・パレード。
キャッチコピーは「ぶっとべ！ 全員主役の、超熱狂！」。

## 概要
2021年10月13日、ユニバーサル・スタジオ・ジャパンは、2022年春より新たなデイタイム・パレードを開催すると発表した。
当初は2022年春にオープン予定だったが、諸事情により延期が決定。その後、2022年12月20日に、開催日が2023年3月1日に決定したことが発表された。ユニバーサル・スタジオ・ジャパンでデイタイム・パレードが開催されるのは、2020年夏の「ユニバーサル・サマー・パレード ～ウィ・アー・ワン～」以来、約2年半ぶりとなった。
2024年2月5日、パレードが2024年4月6日をもって終了することが発表された。
さらに、2024年4月23日には、「NO LIMIT! サマー 2024」の一環として、夏限定の特別仕様となるウォーター・パレード『NO LIMIT! サマー・スプラッシュ・パレード』の開催が発表された。

## NO LIMIT! パレード
| NO LIMIT! パレード NO LIMIT! Parade | NO LIMIT! パレード NO LIMIT! Parade |
| ----------------------------------- | --- |
| 開始日                              | 2023年3月1日 |
| 開催場所                            | 2024年4月6日 |
| 開催時間                            | 14:00 |
| タイプ                              | パレード |
| スポンサー                          | 日本コカ･コーラ株式会社 コカ・コーラボトラーズジャパン株式会社 大和ハウス工業株式会社 株式会社エディオン 日本航空株式会社 株式会社ジェーシービー 株式会社JTB JCOM株式会社 株式会社ジェイコムウエスト 日本生命保険相互会社 三井住友カード株式会社 イオンフィナンシャルサービス株式会社 株式会社イオン銀行 Alipay アメリカン・エキスプレス アート引越センター株式会社 B-Rサーティワンアイスクリーム株式会社 富士フイルム株式会社 伊藤ハム株式会社 日本郵便株式会社 キユーピー株式会社 株式会社ローソン 日本電気株式会社 NTTコミュニケーションズ株式会社 株式会社NTTドコモ 株式会社三井住友銀行 サントリー株式会社 西日本旅客鉄道株式会社 |
| 所要時間                            | 約50分間 |
| 有料チケット                        | 特別鑑賞エリア入場券（1,300～1,800円〈大人／子ども／シニア共通〉） |

2023年3月1日から2024年4月6日まで、毎日14時に開催されていた（約50分間）。本開催に先駆け、同年2月27日と2月28日にはスニークプレビューが実施された。また、当時のユニバーサル・スタジオ・ジャパンの全コーポレート・マーケティング・パートナー企業が協賛していた。

### 登場キャラクター
「スーパー・ニンテンドー・ワールド」からマリオたち任天堂のゲームキャラクターがエリア外に初登場し、さらに、ユニバーサル・スタジオ・ジャパンとアライアンスを締結したばかりの「ポケモン」も参加した。遊園地やテーマパークを含む商業施設のパレードにおいて、任天堂の「マリオ」とポケモンのキャラクターが同時に登場するのは史上初となる。
また、イルミネーションの「ミニオン」や映画『SING/シング』のキャラクター、スヌーピーをはじめとする「ピーナッツ」の仲間たち、セサミストリートのキャラクター、ハローキティなど、世界的に人気のキャラクターが集結。彼らは、1960年代のロックナンバーから2020年代のEDMまで、幅広いダンスミュージックに合わせて、それぞれの世界観を表現するダンスを披露した。

### インタラクティブ演出
パレードのルート上でストップする「超NO LIMIT! タイム」では、エンターテイナーがフロートを囲むようにゲストを誘導。ゲストはパレード出演者のように集まり、キャラクターやエンターテイナーと一緒に踊ることができた。これにより、まるでパレードの“主役”になったかのような感覚を楽しめる演出となっていた。
今回は特に、Z世代に人気の高い体験型コンテンツをパレードに取り入れることで、新たな付加価値を生み出す狙いがあったと考えられる。また、観光庁が訪日外国人向けに体験型コンテンツの充実を推進していることから、インバウンド需要の拡大も視野に入れた施策となっていた。

### フロート

#### オープニング
モニターが装飾されたフロートが登場し、パレードのオープニングを飾った。カメラを持ったエンターテイナーも登場し、撮影した映像がフロートのモニターに映し出される演出が行われた。

#### ハローキティ
花で彩られたピンクのフロートに、ハローキティ、ディアダニエル、ミミィが登場した。

#### ピーナッツ
ピースマークで装飾されたカラフルなフロートに、スヌーピー、チャーリー・ブラウン、ルーシー・ヴァン・ペルトが登場した。

#### ミニオン
グルーの車をイメージしたフロートには、さまざまな衣装を着たミニオンたちに加え、グルー、そしてパーク初登場となるルーシー・ワイルド、マーゴ、イディス、アグネスが登場した。さらに、エンターテイナーによるローラースケートのパフォーマンスも披露された。

#### セサミストリート
セサミストリートをイメージしたフロートに、エルモ、クッキーモンスター、モッピー、アビー・カダビー、ゾーイ、そしてパーク初登場となるオスカーが登場した。さらに、エンターテイナーによるブレイクダンスのパフォーマンスも披露された。

#### SING/シング
イルミネーション・シアターをイメージしたフロートに、バスター・ムーン、ロジータ、ジョニー、グンターが登場した。さらに、レッサーパンダ5人のユニット「キューティーズ」をイメージしたエンターテイナーも登場した。

#### マリオと仲間たち
マリオたちによるフロートの登場は世界初となった。カートに乗ったマリオ、ルイージ、キノピオ、クッパ、ヨッシー、ピーチ姫が登場し、レインボーロードで繰り広げられる激しいデッドヒートのシーンが再現された。また、クッパ7人衆やパックンフラワーをモチーフにしたエンターテイナーも登場し、パレードを盛り上げた。

#### ポケモン
リザードンは羽ばたきながらスモークを吐き、ピカチュウ、フシギダネ、ゼニガメはポケモントレーナーとともに登場し、観客と一緒に盛り上がる演出が展開された。さらに、伝説のポケモンであるルギアやホウオウもエンターテイナーとともに登場し、パレードを彩った。

## NO LIMIT! サマー・スプラッシュ・パレード
| NO LIMIT! サマー・スプラッシュ・パレード NO LIMIT! Summer Splash Parade | NO LIMIT! サマー・スプラッシュ・パレード NO LIMIT! Summer Splash Parade                                 |
| ----------------------------------------------------------------------- | --- |
| 開始日                                                                  | 2024年7月3日                                                                                            |
| 開催場所                                                                | 2024年9月1日                                                                                            |
| 開催時間                                                                | 14:00                                                                                                   |
| タイプ                                                                  | パレード                                                                                                |
| 所要時間                                                                | 約40分間                                                                                                |
| 有料チケット                                                            | 「『NO LIMIT! サマー・スプラッシュ・パレード』360° びしょ濡れ！ 特別エリア」入場券（1,700円 - 2,100円） |

2024年7月3日から同年9月1日まで、毎日14時に開催されていた（約40分間）。本開催に先駆け、同年7月1日と7月2日にはスニークプレビューが実施された。

### 一体感を生む演出とプロデューサーのこだわり
夏限定の水かけ仕様のパレードは、新型コロナウイルスの影響でしばらく中止されていたが、4年ぶりに完全復活。これに伴い、“パーク史上初”となる新たな仕掛けが導入された。
統括プロデューサーの岡本卓樹が最もこだわったのは、「参加者全員をずぶ濡れにすること」。1回のパレードで使用される水の量は約1万6000リットル。この大量の水を効率よく撒くために、細かな調整が繰り返された。岡本は、パレードルート沿いの建物上部から吹き出す水が、建物脇にわずかに濡れていない部分があると、その都度調整。わずか数十センチの隙間でも残さずずぶ濡れになるよう、スプリンクラーの角度や水の量を毎日開演前に微調整した。
もう1つのこだわりは「一体感」。ゲストが参加することで初めて完成するパレードであるため、ゲストに何をすればよいかを的確に伝えることが重要視された。ダンスを楽しむタイミング、水の打ち合いを楽しむタイミングを明確に伝えるため、クルーはゲストに合わせた煽り方を工夫。さらに、盛り上がるシーンではBGMが変わる演出も取り入れられた。
タンクを内蔵したフロートは、事前にプログラミングされ、音楽に合わせて決まったタイミングで決まった量の水を噴射するよう設計されている。しかし、演出を最大限に引き出すためには、クルーの動きも重要な役割を果たす。マニュアル通りの運用ではなく、日々変化するゲストの動きを注視しながら、水の噴射ポイントを見極める必要があった。ゲストの多い場所、少ない場所に応じて水のかけ方を調整するなど、細かな工夫が積み重ねられた。
パレード終了後、ずぶ濡れになったゲストの笑顔こそが、最大の活力になっていたという。

### 登場キャラクター
マリオと仲間たちのフロートには、カートに乗った「デイジー姫」がパレードに初登場。さらに、スプリンクラーやウォーターキャノンなど多種多様なウォーターエフェクトが使用され、エンターテイナーたちによる浮き輪、パラソル、フラフープを使ったパフォーマンスも取り入れられた。
そのほかにも、夏らしいカラフルな衣装をまとったキャラクターたちが登場し、水鉄砲やバケツを使った豪快な水かけが行われるなど、夏ならではの演出が満載。参加したゲストは“全員びしょ濡れ”になる、超爽快な体験を楽しむことができた。

### フロート
基本的に「NO LIMIT! パレード」で使用されていたフロートが引き続き使用されたが、キャラクターやエンターテイナーの衣装、キャラクターのセリフなど一部に変更が加えられている。以下に大きく変更された部分を記述する。

#### ピーナッツ
エンターテイナーの演出にフラフープが新たに取り入れられた。

#### SING
エンターテイナーの衣装が、「キューティーズ」をイメージしたものからイカをモチーフにしたデザインへ変更された。

#### マリオと仲間たち
「デイジー姫」がカートに乗って初登場。また、フロートにはウォーターシューターを使ってコインに水を当て、コインを集める仕掛けが導入された。

#### ポケモン
ピカチュウとフロート装飾のポケモン以外はすべて変更され、巨大な「ギャラドス」を中心とした“みずタイプ”のポケモンが登場する演出となった。

## グッズ

### バブルワンド
ミラーボールをイメージしたデザインで、先端部分から泡が噴き出す仕掛けになっていた。これを使うことで、エンターテイナーと一緒にバブルを振りまきながら踊ることができた。「スペース・ファンタジー・ステーション」などのショップで販売され、当初は3,000円で販売されていたが、後に値上げされ3,800円となった。

### ウォーターシューター
2023年に開催された『スーパーマリオ・パワーアップ・サマー』で使用された「ウォーターシューター」が、引き続き販売された。

### カスタマイズ用パーツ
「バブルワンド」やポップコーンバケツ、トートバッグなどを自分好みにカスタマイズできる、さまざまなパーツが登場した。パレードに登場するキャラクターをデザインしたチャームやストラップ、だきつきぬいぐるみ、マスコットバッジ、カチューシャなど、多彩なパーツがラインナップされた。これらを組み合わせて自身のアイテムに取り付けることで、世界に一つだけのオリジナル・コーディネートを楽しむことができた。

### マリオと仲間たち
マリオカートに欠かせないアイテムをモチーフにしたグッズが販売された。カチューシャにはマリオカートのアイテムがデザインされ、レース中のマリオを描いたチケットホルダーも登場。また、スーパースターとトゲゾーこうらがセットになったマスコットバッジや、マリオカートのアイテムやカラフルなキューブをデザインしたカスタマイズチャームなど、多彩なアイテムがラインナップされた。

### ポケモン
ピカチュウが乗ったカチューシャや、ピカチュウになりきれるパーカー、バブルワンドに取り付けられるだきつきぬいぐるみが販売された。また、ピカチュウをイメージしたかみなりマークやモンスターボールがデザインされたカスタマイズチャームなど、多彩なグッズがラインナップされた。

### ミニオン
ディスコで遊ぶボブが乗ったカチューシャや、キラキラのシャツを着たボブのマスコットキーチェーンなどが販売された。

### SING
ムーンとロジータがセットになったマスコットバッジや、バスター・ムーンたちがデザインされたオリジナルワッペンなどが販売された。

### ピーナッツ
花のサングラスを頭に乗せたレトロな雰囲気のスヌーピーのカチューシャや、スヌーピーフェイスのカスタマイズポーチが販売された。また、バブルワンドに取り付けられるスヌーピーのだきつきぬいぐるみや、花のパーツがアクセントになったスヌーピーのネックストラップなど、多彩なグッズがラインナップされた。

### セサミストリート
グラフィティアート風のキャップや、DJに扮したエルモ＆クッキーモンスターがデザインされたTシャツが販売された。また、DJ姿のエルモとクッキーモンスターがセットになったマスコットバッジや、1点ごとに異なるカラーのカラフルなファーチャームなど、多彩なアイテムがラインナップされた。

### ハローキティ
リボンに大きなビジューがあしらわれ、おしゃれなコスチュームを着たハローキティが乗ったカチューシャや、胸元のラメ入りダイヤモンドが輝くハローキティのTシャツが販売された。また、ウインクしたハローキティがデザインされたマスコットバッジや、シフォンリボンとゴールドチェーンが上品な印象のハローキティのカスタマイズチャームなど、多彩なアイテムがラインナップされた。

## フード

### マリオと仲間たち
マリオカートに登場するアイテムをモチーフにしたアイシングクッキー「マリオカート・クッキー ～ファイアフラワー～」「マリオカート・クッキー ～スーパースター～」が、ビバリーヒルズ・ギフト前のポップコーンカートで提供された。

### ポケモン
ピカチュウのうしろ姿を再現した「しっぽふりふり♪ ピカチュウまん ～ピザ～」、あわや水をアラザンやパールシュガーで表現した「スプラッシュ！ ゼニガメ・チュリトス ～バニラフレーバー～」、メロン味のソフローズンが入った「フシギダネ・ソフローズン ～メロン～」が、ハリウッド・ドリーム・ザ・ライド前のカートで提供された。

### ミニオン
ディスコ調のコスチュームでノリノリなミニオンを再現した「フィーバー‼ ミニオン・ポップコーンバケツ ～キャンディーコーラ味～」が、「ポパ・ナーナ」などで提供された。

### SING
星空のもと、支配人バスター・ムーンが繰り広げるステージを表現した「イッツ・ショー・タイム！ シング・チュリトス ～ココア～」が、「シング・オン・ツアー」前のカートで提供された。

### ピーナッツ
フラワー型のサングラスをかけたアメリカンレトロなスヌーピーをモチーフにした「スヌーピー・スマイル・ドーナッツ ～ミルク＆チョコチップ～」が、「ユニバーサル・モンスター・ライブ・ロックンロール・ショー」前のカートで提供された。

### セサミストリート
ダンスパーティに欠かせないミラーボールを身につけたエルモをモチーフにした「Let's Dance! セサミストリートのオレンジカップケーキ」が、「スタジオ・スターズ・レストラン」横のカートで提供された。

### ハローキティ
ダンスを楽しむためにリボンでおしゃれをした「キラキラリボンのハローキティまん ～チーズ＆ポーク～」が、「スタジオ・スターズ・レストラン」横のカートで提供された。

## パーク外でのイベント

### 御堂筋ランウェイ2022
2022年11月3日、大阪市内で開催されたイベント「御堂筋ランウェイ2022」に、ユニバーサル・スタジオ・ジャパンが初登場。今回のパレードの一部内容が初公開された。
「NO LIMIT! スペシャル・ステージ」と題したステージでは、パークの人気キャラクターに加え、マリオやピカチュウも登場し、ダンスパフォーマンスで会場を盛り上げた。BGMやダンスはランウェイで披露したものとは直接の関連はなかったものの、「NO LIMIT! パレード」の雰囲気を感じられる1日限りのスペシャルショーとなった。

### 第26回にっぽんど真ん中祭り (2024年)
2024年8月下旬に開催された『第26回にっぽんど真ん中祭り』では、『NO LIMIT! パレード』の「超NO LIMIT! タイム」のダンスが披露された。また、どまつり総踊りでお馴染みの『晴れルヤ！ (ショートバージョン)』も披露され、会場を盛り上げた。

## アプリケーション
2023年8月10日、「NO LIMIT! パレード」のアプリ版がApp Storeで配信された。
アプリでは、4つのモードが楽しめる。「パレードモード」では、パレード中にリズムに合わせてスマートフォンを動かすゲームがプレイできる。「ダンス」では、「超NO LIMIT! タイム」の振り付けを解説する動画を視聴できる。「フォトデコ」では、写真にステッカーを貼ってデコレーションできる機能が用意されている。「リワード」では、ステッカーを獲得できるギフトボックスの条件を確認できる。